# Munizipalität Samtredia
Die Munizipalität Samtredia (georgisch სამტრედიის მუნიციპალიტეტი, Samtrediis munizipaliteti)  ist eine Verwaltungseinheit (etwa entsprechend einem Landkreis) in der Region Imeretien im Westen Georgiens.

## Geographie
Verwaltungszentrum der Munizipalität ist die namensgebende Stadt Samtredia. Die 364,1 km² große Munizipalität grenzt im Norden an die Munizipalität Choni, im Osten an die Munizipalität Zqaltubo und im Südosten an die Munizipalität Wani, alle ebenfalls in Imeretien. Im Süden wird sie von der Munizipalität Tschochatauri und im Südwesten auf einem kurzen Abschnitt von der Munizipalität Lantschchuti begrenzt, beide in der Region Gurien, sowie im Westen von der Munizipalität Abascha in der Region Mingrelien und Oberswanetien.
Die Munizipalität zu beiden Seiten des Flusses Rioni überwiegend im östlichen Teil der Kolchischen Tiefebene, dort auch als Imeretische Tiefebene bezeichnet, die dort von etwa 15 m über dem Meeresspiegel im Westen  allmählich auf etwa 60 m im nordöstlichen Teil des Gebietes ansteigt. Südlich des Rioni erheben sich relativ steil die Ausläufer des Meschetischen Gebirges bis zu einer maximalen Höhe von etwa 750 m. Die Grenze zur Munizipalität Abascha beziehungsweise Mingrelien wird vom Rioni und seinem rechten Nebenfluss Zcheniszqali markiert, während den Nordosten der rechte Rioni-Zufluss Gubiszqali durchquert. Von links in den Rioni mündet der Chewiszqali, der zum Teil die Grenze zur Munizipalität Tschochatauri respektive Gurien bildet.

## Bevölkerung und Verwaltungsgliederung
Die Einwohnerzahl beträgt 43.400 (Stand: 2021). Bis 2014 war die Einwohnerzahl mit 48.562 gegenüber der vorangegangenen Volkszählung (60.456 Einwohner 2002) um etwa ein Fünftel gesunken, etwas über dem Landesdurchschnitt. Damit setzte sich der seit den 1970er-Jahren anhaltende Trend (maximal 67.141 Einwohner 1970) beschleunigt fort. Trotzdem gehört die Munizipalität weiterhin zu den dichtbesiedeltsten des Landes.
Bevölkerungsentwicklung
Anmerkung: Volkszählungsdaten

Die Bevölkerung besteht hauptsächlich aus ethnischen Georgiern (98,4 %); daneben gibt es eine geringe Zahl von hauptsächlich Armeniern (0,8 %) und Russen (0,4 %, Stand 2014).
Die größten Ortschaften neben der Stadt Samtredia (25.318 Einwohner) sind mit jeweils über 1.000 Einwohnern die Dörfer Baschi, Didi Dschichaischi, Ghaniri und Ianeti (2014).
Die Munizipalität gliedert sich in den eigenständigen Hauptort Samtredia sowie 13 Gemeinden (georgisch temi, თემი beziehungsweise bei nur einer Ortschaft einfach „Dorf“, georgisch sopeli, სოფელი) mit insgesamt 49 Ortschaften:
| Gemeinde           | Anzahl Ortschaften | Einwohner (2014) |
| ------------------ | ------------------ | ---------------- |
| Baschi             | 1                  | 1250             |
| Didi Dschichaischi | 1                  | 3359             |
| Ezeri              | 6                  | 1676             |
| Gamotschinebuli    | 1                  | 158              |
| Ghaniri            | 2                  | 1613             |
| Gomi               | 11                 | 3672             |
| Gormaghali         | 1                  | 420              |
| Ianeti             | 1                  | 2016             |
| Melauri            | 3                  | 1645             |
| Nabakewi           | 5                  | 2215             |
| Opeti              | 6                  | 549              |
| Sadschawacho       | 4                  | 1345             |
| Tolebi             | 7                  | 1624             |

## Geschichte
Das Gebiet gehörte seit dem Zerfall des Königreiches Georgien im 15. Jahrhundert bis in das 19. Jahrhundert faktisch durchgehend zum Königreich Imeretien. Während der Zugehörigkeit Georgiens zum Russischen Reich und bis in die Anfangsjahre der Sowjetunion war es überwiegend Teil des Ujesds Kutais des 1846 gebildeten Gouvernements Kutais; nur ein kleiner Teil im Südwesten des Gebietes gehörte zu dessen Ujesd Senaki. 1930 wurde der Rajon Samtredia gebildet. Nach der Unabhängigkeit Georgiens wurde der Rajon 1995 der neu gebildeten Region Imeretien zugeordnet und 2006 in eine Munizipalität umgewandelt.

## Verkehr
Der Hauptort der Munizipalität Samtredia ist ein bedeutender Straßen- und Eisenbahnknoten. Von der internationalen Fernstraße S1 (ს1) von Tiflis zur russischen beziehungsweise abchasischen Grenze (auf diesem Abschnitt zugleich Europastraße 60) zweigt dort die internationale Fernstraße S12 (ს12) ab, zugleich Europastraße 692. Die S1 von Osten bis Samtredia wurde in den 2010er-Jahren zu einer neu trassierten Autobahn ausgebaut; die Weiterführung nach Westen parallel zur S12 mit einer neuen Brücke über den Rioni ist in Bau (Stand 2017).
Von Samtredia in den nördlich benachbarten Munizipalitätssitz Choni führt die Nationalstraße Sch12 (შ12, von dort weiter nach Kutaissi), ebenso weiter östlich von der (alten) S1 abzweigend die  Sch103 (შ103). Im Osten der Munizipalität zweigt von der S1 die Sch104 (შ104) ab, die durch die rechts des Rioni im Süden der benachbarten Munizipalität Zqaltubo liegenden Dörfer ebenfalls nach Kutaissi führt. Links des Rioni zweigt von der S12 die Nationalstraße Sch2 (შ2) in Richtung Tschochatauri – Osurgeti – Kobuleti ab, ebenso die flussaufwärts in Richtung Wani – Baghdati verlaufende Sch13 (შ13).
Samtredia liegt an der Bahnstrecke Poti – Tiflis (– Baku), von der dort eine Strecke in die zweitgrößte georgische Stadt Batumi abzweigt.
An der östlichen Grenze der Munizipalität befindet teilweise – mit dem Flughafengebäude – auf deren Territorium der Flughafen (Kuraissi-)Kopitnari (ansonsten in der Munizipalität Zqaltubo).